# Cot (Costa Rica)
Cot è un distretto della Costa Rica facente parte del cantone di Oreamuno, nella provincia di Cartago.